# آینده غذا
آیندهٔ غذا فیلم مستند آمریکایی محصول ۲۰۰۴ است که تولید و عرضه محصولات کشاورزی دست‌کاری‌شدهٔ ژنتیکی را در آمریکا بررسی می‌کند.
در فیلم علاوه بر آمریکا وضعیت این محصولات در مکزیک و کانادا نیز بررسی می‌شود.